# Polyaulon spinulatus
Polyaulon spinulatus är en stekelart som först beskrevs av Hugh Edwin Strickland 1912.  Polyaulon spinulatus ingår i släktet Polyaulon och familjen brokparasitsteklar. Inga underarter finns listade i Catalogue of Life.